# أعراض مرضية غير مبررة طبيا
الأعراض المرضية غير المبررة طبيًا (اختصارًا MUPS) هي الأعراض التي لم يجد لها الأطباء ولا خبراء العناية الصحية مسببًا واضح لها، تبقى هذه الأعراض قيد التجريب والدراسة. في أبسط وأوضح تعريف لهذه الأعراض أنها تكون لمرض غير مكتشف أو غير معروف ولا يزال يجادل عليه، أو لا يكون يوجد دليل علمي مجمع عليه يثبت تشخيص المرض، ليس كل هذه الأعراض تتأثر بعوامل نفسية واضحة. لكن ومع ذلك، مع الممارسة، أغلب الأطباء والشعراء الذين يستخدمون هذا المصطلح يعتبرون أن هذه الأعراض تنشأ من أسباب نفسية بشكل أساسي. بالوضع المعتاد، احتمالية حدوث هذه الأعراض من تعاطي نوع من المخدرات - سواء أكان معطى بوصفة طبية أم لا- غير معتبرة. يتم تقدير نسبة ما بين 15% إلى 30% من الاهتمام الطبي لهؤلاء الأعراض المرضية الجسدية غير المبررة طبياً. دراسة كندية كبيرة تشير إلى أنه معظم هؤلاء الأعراض هم: ألم في العضلات الهيكلية والعظام، أعراض بالمعدة، الأنف، الأذنين، ألم بالبطن وأعراض بالجهاز الهضمي، تعب ودوار. الأعراض المرضية غير المبررة طبيًا تتضمن المتلازمات المتنازع على مسبباتها مثل: متلازمة التعب المزمن، الفيبروميالغيا (متلازمة التعب والألم العضلي الهيكلي)، الحساسية الكيميائية المتعددة، ومتلازمة حرب الخليج.
في بعض الأحيان الأعراض المرضية غير المبررة طبياً يتم التعامل معها كأعراض نفسية، اضطراب التحويل، أعراض جسدية، اضطرابات جسدية; وأيضاً مصطلحات معاصرة مثل: الاضطرابات الوظيفية، والضيق الجسدي، والأعراض الجسدية المستمرة. وتعكس زيادة المصطلحات عدم الدقة وعدم اليقين في تعريفهم، والجدل، والحرص على تجنب المصابين بالوصم. عوامل الخطر للأعراض غير المبررة طبيا معقدة وتشمل كلًا من السمات النفسية والأساسية، وغالبا ما تصاحب هذه الأعراض أعراض جسدية أخرى تتعلق بالمرض الأساسي. على هذا النحو، من المعروف أن الحدود التي تحدد الأعراض بأنها غير مفسرة طبيا أصبحت أكثر وضوحًا.
تعد النساء أكثر عرضة بكثير من الرجال ليتم تشخيصهم بأحد الأعراض غير مبررة طبيا. تعد محنة الطفولة و/أو سوء المعاملة، وموت أحد أفراد العائلة المقربين أو مرض خطير عوامل خطر كبيرة.
العديد من المرضى الذين يعانون من الأعراض غير المبررة طبيا أيضاً يمكن جمعهم بالمعايير التشخيصية للقلق أو الاكتئاب. فإنه قد تزداد احتمالية إيجاد مثل هذه المعايير مع عدد الأعراض غير المبررة المبلغ عنها. ومع ذلك، فإن القلق والاكتئاب شائعان أيضًا لدى الأفراد المصابين بأمراض طبية، ومرة أخرى، تزداد احتمالية حصول الشخص على أحد هذه التشخيصات مع ازدياد عدد الأعراض المبلغ عنها. وبالتالي، ومع كل الأدلة الحالية، لا يمكننا أن ندلل أن القلق أو الاكتئاب هم أحد أسباب الأعراض الجسدية غير المبررة طبيا.
ارتبطت الأعراض الجسدية بالنتائج النفسية الاجتماعية والوظيفية السلبية عبر الثقافات المختلفة، بغض النظر عن المسببات (سواء تم تفسيرها أو لم يتم تفسيرها).

## العلاقة بين الطبيب والمريض

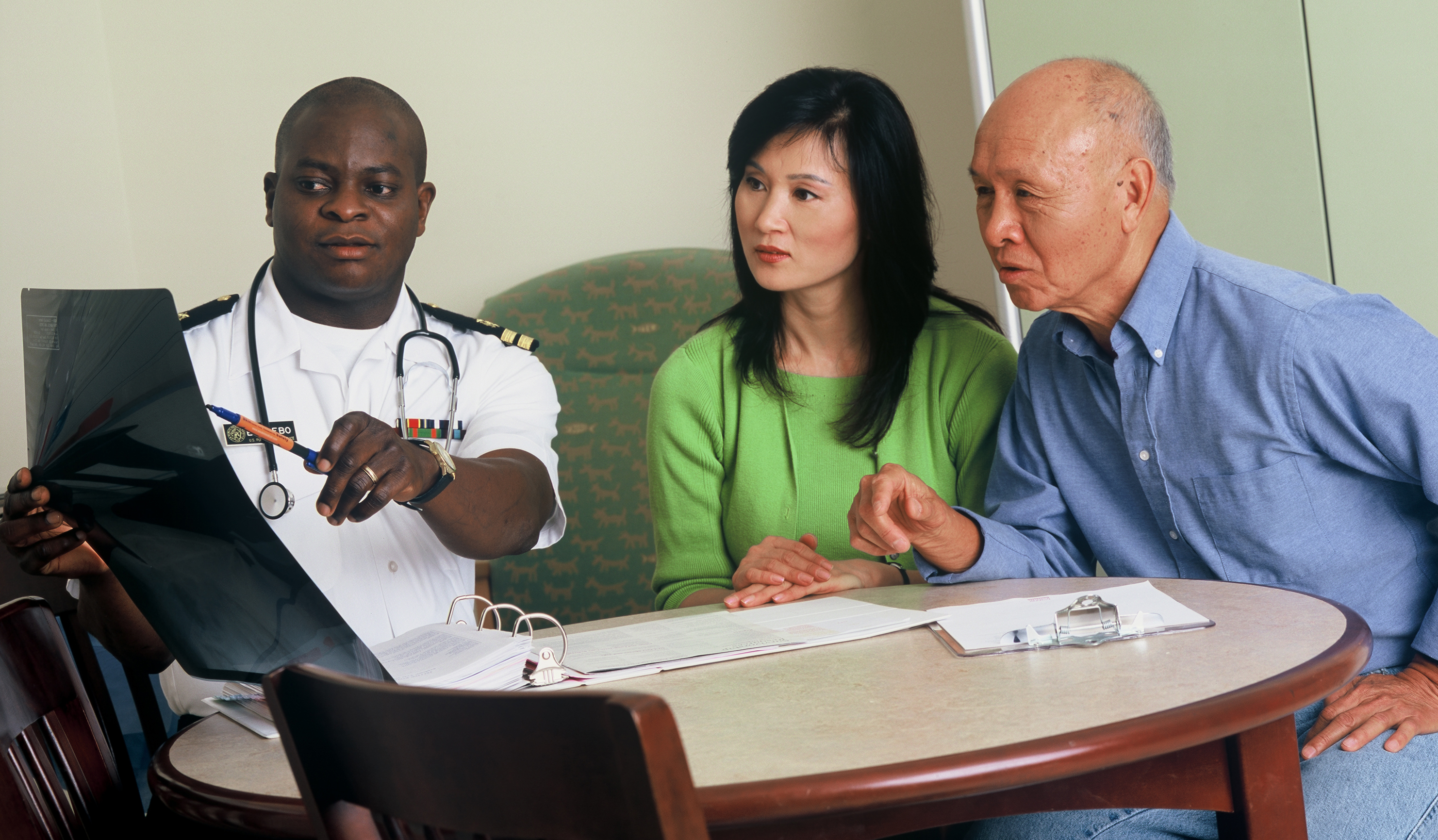
طبيب يشرح لمريض

يمكن لقلة المعرفة في علم أسباب الأمراض في حالات الأعراض المرضية غير المبررة طبياً، أن تؤدي إلى صراع بين المريض، ومقدم الرعاية الصحية على تشخيص وعلاج الأعراض المرضية غير المبررة طبياً. معظم الأطباء يعتبرون أن الأعراض المرضية غير المبررة طبياً يمكن أن تكون مسبباتها سبب نفسي (حتى لو لم يظهر على المريض أي دليل على وجود مشاكل نفسية). من ناحية أخرى العديد من المرضى يرفضون فكرة تضمين أن مشاكلهم «جميعها في عقلهم»، ويشعرون أن الأعراض لديها سبب جسدي. تشخيص الأعراض المرضية غير المبررة طبياً نادراً ما يكون حالة مرضية للمريض، ويمكن أن يؤدي إلى علاقة عدوانية بين الطبيب والمريض. قد يؤدي هذا الموقف المريض إلى استجواب كفاءة الطبيب.
صرّح تقرير عام 2008 في المجلة الطبية البريطانية أن الطبيب يجب أن يكون حريصًا على عدم إخبار المريض بأنه لا يوجد شيء خطأ، «كما هو واضح ليست هذه هي الحالة». الأعراض التي جائت بالمريض إلى الطبيب حقيقية، حتى عندما لا يكون السبب معروفًا. يجب على الطبيب محاولة شرح الأعراض، وتجنب إلقاء اللوم على المريض، والعمل مع المريض لتطوير خطة إدارة الأعراض.

## التقييم
إذا تم العثور على سبب للأعراض المرضية غير المبررة طبياً لا تعد أعراض غير مفسرة طبيا. واعتبرت بعض حالات القرحة وعسر الهضم أعراض غير مبررة طبياً حتى تم العثور على عدوى بكتيرية لتكون هي المسبب. وبالمثل، في الأمراض التي تكون فيها التأخيرات التشخيصية الطويلة شائعة (على سبيل المثال، أنواع معينة من أمراض المناعة الذاتية والأمراض النادرة الأخرى)، فإن أعراض المرضى يمكن تصنيفها على أنها أعراض مرضية غير مبررة طبياً حتى الوصول إلى النقطة التي يتم فيها التشخيص الرسمي (وفي بعض الحالات، يمكن أن يستغرق ما يصل إلى خمس سنوات). حتى عندما يكون الشخص قد حصل على تشخيص مرضي طبي مؤكد، فإنه قد يعتبر مع ذلك مريض للأعراض المرضية غير المبررة طبياً، إذا كان يعاني من أعراض لا يتم تفسيرها بشكل كامل عن طريق تشخيص المرض، أو يعتبره الطبيب أكثر حدة مما قد يكون التنبؤ بالمرض. على سبيل المثال، تم تفسير التعب الشديد في المرضى الذين يعانون من الذئبة الحمامية الجهازية (SLE) تحت الأعراض المرضية غير المبررة طبياً، لأن لا يمكن ربط التعب بوضوح إلى أي من العلامات البيولوجية المعروفة ل (SLE).

## العلاج

العلاج السلوكي المعرفي

العلاج الأكثر فعالية في الوقت الحالي لبعض الأعراض الغير مبررة طبيا هو مزيج من الأساليب العلاجية المصممة خصيصا لكل مريض على حدة. معظم مرضى الأعراض الغير مبررة هم في حاجة للعلاج النفسي والاسترخاء والعلاج الطبيعي تحت إشراف طبي. نهج علاجي مشترك وهو ضعف فعالية الطرق العلاجية الأخرى التي نشرت حتى الآن هو موضح في Steele RE et al. "طريقة علاج جديدة وفعالة للأعراض الغير مبررة طبيا. ثاني أفضل نهج موثوق هو العلاج السلوكي المعرفي (CBT)، مع الأدلة من عدة تجارب عشوائية محكومة. مضادات الاكتئاب قد تساعد أيضاً، ولكن الأدلة "غير قاطعة بعد". فعالية العلاج المعرفي السلوكي ومضادات الاكتئاب لم تتم دراستها لجميع الاعراض الغير مبررة طبيا، ومع ذلك دليل إيجابي من العلاج السلوكي المعرفي وقد وجد في تجارب على فيبروميالغيا، متلازمة التعب المزمن، متلازمة القولون العصبي، الصداع الغير مبرر، ألم الظهر الغير مبرر، طنين الأذن، وألم الصدر الغير قلبي. عموماً، قد تبين العلاج السلوكي المعرفي أن يكون فعالاً في الحد من الضغط النفسي وتحسين الوضع الصحي في مرضى الأعراض الغير مبررة طبيا. ومع ذلك جودة العديد من دراسات العلاج السلوكي المعرفي تزال منخفضة، العديد من الدراسات مراقبة وهمي الانتباه. اعتبارا من عام 2006، العلاج السلوكي المعرفي لم يخضع لفحص متلازمة انقطاع الطمث المزمن وآلام الوجه، التهاب المثانة، الخلالي، أو الآم الحوض المزمنة.
بعض الدراسات عالية الجودة قد أدى إلى اختبار فعالية مضادات الاكتئاب في الأعراض الغير مبررة طبيا. هذه المضادات قد تم التحقق منها، تشمل مضادات الاكتئاب ثلاثية اللقاح (TCAs) ومثبطات امتصاص السيروتونين الانتقائية (SSRIs). على سبيل المثال، مضادات الاكتئاب ثلاثية اللقاح يكون لها آثار على IBS، فيبروميالغيا، ألم في الظهر، صداع، وربما طنين الأذن، يوجد دراسة تظهر تأثير ممكن في الآم الوجه المزمنة وألم الصدر الغير قلبي، التهاب المثانة الخلالي. مثبطات امتصاص السيروتونين الانتقائية عادة ما تكون غير فعالة أو ضعيفة التأثير. استثناء واحدة وهي متلازمة انقطاع الطمث، حيث أن مثبطات امتصاص السيروتونين الانتقائية «ربما فعالة» وكذلك في الدرجة الثالثة من مضادات الاكتئاب، مثبطات امتصاص السيروتونين النورإبينفرين (SNRIs).

## النظريات
لا يوجد توافق في الآراء حول ما يسبب الأعراض الغير مبررة طبيا. ومع ذلك، هناك عدد من النظريات التي تم طرحها. العديد من هذه تشترك افتراض أن الأعراض الغير مبررة طبيا بطريقة أو بأخرى بسبب ضائقة نفسية أو اضطراب. واحدة من النظرية الكلاسيكية هي أن الأعراض الغير مبررة طبيا تنشأ كرد فعل على صدمة الطفولة في الأفراد المعرضين للخطر. أكثر النظريات المعاصرة مكان تركيز أقل على الصدمة تشير إلى أن شخصية الفرد والخصائص النفسية تلعب دورا مركزياً. على سبيل المثال، وقد اقترح أن الناس الذين يعانون من القلق أو الاكتئاب و/أو الذين يركزون بشكل مفرط على اجسامهم قد تكون عرضة بشكل خاص هذه الأعراض.
بعض الأعراض الغير مبررة طبيا التي تحدث داخل حدود معترف بها متلازمات (مثل متلازمة التعب المزمن وفيبروميالغيا)، فهناك خلاف في مختلف التخصصات كما أن أسباب الأعراض. البحوث في مجالات علم النفس والطب النفسي كثيرا ما يؤكد النفسية والعوامل السببية، في حين أن البحوث في العلوم الطبية الحيوية – المتعلقة بالمناعة والروماتيزم، على سبيل المثال – عادة يؤكد على العوامل البيولوجية.